# ITTF World Tour 2018
Navigation
ITTF World Tour  2017 ITTF World Tour  2019
L'ITTF World Tour 2018 aussi appelé ITTF Pro Tour 2018 est une série de tournois professionnels de tennis de table (masculins et féminins) organisé par l'ITTF. La saison se tient du 16 janvier 2018 au 16 décembre 2018. Le calendrier compte plusieurs catégories de tournois différents : les tournois majeurs World Tour Platinum, les tournois World Tour et la Grande Finale.

## Calendrier World Tour
Les tournois de la saison 2018 ont été divisés en deux catégories : World Tour Platinum et World Tour. Les tournois du World Tour Platinium offrent des gains et un nombre de points plus importants pour le classement final du World Tour ITTF, qui détermine les qualifiés pour la Grande Finale du Pro Tour ITTF en décembre.
Légende
| World Tour          |
| World Tour Platinum |
| Grande Finale       |

| No. | Date           | Tournoi                    | Ville         | Lieu                                                         | Dotation (USD) | Report | Ref.   |
| --- | -------------- | -------------------------- | ------------- | ------------------------------------------------------------ | -------------- | ------ | ------ |
| 1   | 18–21 Janvier  | Open de Hongrie            | Budapest      | Budapest Olympic Hall                                        | 150,000        | Report | [ 2 ]  |
| 2   | 8–11 Mars      | Open du Qatar              | Doha          | Ali Bin Hamad al-Attiyah Arena                               | 235,000        | Report | [ 3 ]  |
| 3   | 23–25 Mars     | Open d'Allemagne ITTF      | Brême         | ÖVB Arena                                                    | 235,000        | Report | [ 4 ]  |
| 4   | 24–27 Mai      | Open de Hong Kong ITTF     | Hong Kong     | Queen Elizabeth Stadium                                      | 145,000        | Report | [ 5 ]  |
| 5   | 31 Mai–3 Juin  | Open de Chine ITTF         | Shenzhen      | Bao'an District Sports Center                                | 346,000        | Report | [ 6 ]  |
| 6   | 8–10 Juin      | Open du Japon ITTF         | Kitakyushu    | Kitakyushu City General Gymnasium                            | 170,000        | Report | [ 7 ]  |
| 7   | 19–22 Juillet  | Open de Corée du Sud ITTF  | Daejeon       | Chungmu Sports Arena                                         | 266,000        | Report | [ 8 ]  |
| 8   | 26–29 Juillet  | Open d'Australie ITTF      | Geelong       | Geelong Arena                                                | 316,000        | Report | [ 9 ]  |
| 9   | 16–19 Août     | Open de Bulgarie ITTF      | Panagyurishte | Arena Asarel                                                 | 160,000        | Report | [ 10 ] |
| 10  | 23–26 Août     | Open de République Tchèque | Olomouc       | OMEGA Sport Center                                           | 160,000        | Report | [ 11 ] |
| 11  | 1–4 Novembre   | Open de Suède ITTF         | Stockholm     | Eriksdalshallen (Main venue) Skanstullshallen (Second venue) | 150,000        | Report | [ 12 ] |
| 12  | 8–11 Novembre  | Open d'Autriche ITTF       | Linz          | TipsArena Linz                                               | 251,000        | Report | [ 13 ] |
| 13  | 13–16 Décembre | Grande finale du Pro-Tour  | Incheon       | Namdong Gymnasium                                            | 1,001,000      | Report | [ 14 ] |

## Palmarès World Tour
| No      | Tournoi                    | Lieu          | Date          | Messieurs          | Messieurs                        | Messieurs     | Dames           | Dames                      | Dames        | Double Mixte                | Dotation    |
| No      | Tournoi                    | Lieu          | Date          | Simple             | Double                           | U-21          | Simple          | Double                     | U-21         | Double Mixte                | Dotation    |
| ------- | -------------------------- | ------------- | ------------- | ------------------ | -------------------------------- | ------------- | --------------- | -------------------------- | ------------ | --------------------------- | ----------- |
| 1 (de)  | Open de Hongrie            | Budapest      | 16.1.–21.1.   | Fan Zhendong       | Fan Zhendong Yu Ziyang           | Lin Yun-ju    | Wang Manyu      | Chen Xingtong Sun Yingsha  | Chen Ke      | –                           | $ 150.000   |
| 2 (de)  | Open du Qatar              | Doha          | 6.3.–11.3.    | Fan Zhendong       | Fan Zhendong Xu Xin              | Xue Fei       | Liu Shiwen      | Chen Ke Wang Manyu         | Zhang Rui    | –                           | $ 235.000   |
| 3 (de)  | Open d'Allemagne           | Brême         | 20.3.–25.3.   | Ma Long            | Ma Long Xu Xin                   | Joé Seyfried  | Kasumi Ishikawa | Hina Hayata Mima Itō       | Saki Shibata | –                           | $ 235.000   |
| 4 (de)  | Open de Hong Kong          | Hong Kong     | 22.5.–27.5.   | Kazuhiro Yoshimura | Ho Kwan Kit Wong Chun Ting       | Lin Yun-ju    | Wang Manyu      | Chen Xingtong Sun Yingsha  | Wang Yidi    | –                           | $ 145.000   |
| 5 (de)  | Open de Chine              | Shenzhen      | 29.5.–3.6.    | Ma Long            | Fan Zhendong Lin Gaoyuan         | –             | Wang Manyu      | Ding Ning Zhu Yuling       | –            | Lin Gaoyuan Chen Xingtong   | $ 346.000   |
| 6 (de)  | Open du Japon              | Kitakyūshū    | 6.6.–10.6.    | Tomokazu Harimoto  | Jung Young-sik Lee Sang-su       | –             | Mima Itō        | Gu Yuting Mu Zi            | –            | Liang Jingkun Chen Xingtong | $ 170.000   |
| 7 (de)  | Open de Corée du Sud       | Daejeon       | 17.7.–22.7.   | Jang Woo-jin       | Jang Woo-jin Lim Jong-hoon       | Ham Yu-song   | Zhu Yuling      | Chen Meng Ding Ning        | Miyuu Kihara | Jang Woo-jin Cha Hyo-sim    | $ 266.000   |
| 8 (de)  | Open d'Australie           | Geelong       | 24.7.–29.7.   | Xu Xin             | Jung Young-sik Lee Sang-su       | –             | Liu Shiwen      | Hina Hayata Mima Itō       | –            | Lee Sang-su Jeon Ji-hee     | $ 316.000   |
| 9 (de)  | Open de Bulgarie           | Panagyurichté | 14.8.–19.8.   | Xu Xin             | Ma Long Xu Xin                   | Lin Yun-ju    | Ding Ning       | Kasumi Ishikawa Mima Itō   | Wang Yidi    | –                           | $ 160.000   |
| 10 (de) | Open de République Tchèque | Olomouc       | 21.8.–26.8.   | Zheng Peifeng      | Patrick Franziska Jonathan Groth | Yūto Kizukuri | Kasumi Ishikawa | Liu Gaoyang Zhang Rui      | Wang Yidi    | –                           | $ 160.000   |
| 11 (de) | Open de Suède              | Stockholm     | 29.10.–4.11.  | Fan Zhendong       | Liao Cheng-Ting Lin Yun-ju       | Cho Seung-min | Mima Itō        | Chen Xingtong Sun Yingsha  | Choi Hyojoo  | –                           | $ 150.000   |
| 12 (de) | Open d'Autriche            | Linz          | 6.11.–11.11.  | Liang Jingkun      | Masataka Morizono Yūya Ōshima    | –             | Chen Meng       | Hina Hayata Japon Mima Itō | –            | Xu Xin Liu Shiwen           | $ 251.000   |
| 13 (de) | Grande finale du Pro-Tour  | Incheon       | 13.12.–16.12. | Tomokazu Harimoto  | Jang Woo-jin Lim Jong-hoon       | –             | Chen Meng       | Hina Hayata Mima Itō       | –            | Wong Chun Ting Doo Hoi Kem  | $ 1.001.000 |

## Déroulement de la saison

### ITTF World TourOpen de Hongrie
|           | Simples messieurs | Simples dames | Doubles hommes                     | Doubles femmes              |
| --------- | ----------------- | ------------- | ---------------------------------- | --------------------------- |
| Vainqueur | Fan Zhendong      | Wang Manyu    | Fan Zhendong / Yu Ziyang           | Chen Xingtong / Sun Yingsha |
| Finaliste | Wang Chuqin       | Sun Yingsha   | Pavel Platonov / Vladimir Samsonov | Wang Manyu / Chen Ke        |

### ITTF World Tour PlatiniumOpen du Qatar
|           | Simples messieurs | Simples dames | Doubles hommes             | Doubles femmes              |
| Vainqueur | Fan Zhendong      | Liu Shiwen    | Fan Zhendong / Xu Xin      | Wang Manyu / Chen Ke        |
| Finaliste | Hugo Calderano    | Wang Manyu    | Yuya Oshima / Jun Mizutani | Chen Xingtong / Sun Yingsha |

### ITTF World Tour PlatiniumOpen d'Allemagne
|           | Simples messieurs | Simples dames   | Doubles hommes                 | Doubles femmes            |
| Vainqueur | Ma Long           | Ishikawa Kasumi | Ma Long / Xu Xin               | Hina Hayata / Mima Ito    |
| Finaliste | Xu Xin            | Suh Hyo-won     | Jeoung Young-sik / Lee Sang-su | Jeon Ji-hee / Yang Ha-eun |

### ITTF World TourOpen de Hong Kong
|           | Simples messieurs  | Simples dames | Doubles hommes                  | Doubles femmes              |
| Vainqueur | Kazuhiro Yoshimura | Wang Manyu    | Wong Chun-ting / Ho Kwan-kit    | Chen Xingtong / Sun Yingsha |
| Finaliste | Cho Seung-min      | Chen Xingtong | Yuya Oshima / Morizono Masataka | Wang Manyu / Chen Ke        |

### ITTF World Tour PlatiniumOpen de Chine
|           | Simples messieurs | Simples dames | Doubles hommes                 | Doubles femmes            | Doubles mixtes               |
| Vainqueur | Ma Long           | Wang Manyu    | Fan Zhendong / Lin Gaoyuan     | Ding Ning / Zhu Yuling    | Lin Gaoyuan / Chen Xingtong  |
| Finaliste | Fan Zhendong      | Ding Ning     | Álvaro Robles / Ovidiu Ionescu | Jeon Ji-hee / Yang Ha-eun | Morizono Masataka / Mima Ito |

L'Open de Chine 2018 intervient un an après le forfait du trio de tête chinois, Ma Long, Fan Zhendong et Xu Xin. Ce dernier est éliminé en simples dès le premier tour par le Coréen Lim Jong-hoon. Ma Long, alors 6e mondial s'impose une fois de plus au numéro 1 mondial Fan Zhendong en finale, et obtient son septième titre de champion de l'open de Chine en simples, ainsi que le rappel qu'il reste le meilleur joueur mondial malgré son classement.
Chez les dames, Wang Manyu gagne son troisième titre en quatre apparitions à l'ITTF World Tour, ayant atteint à chaque fois la finale. Elle s'impose face à Ding Ning, qui atteint la finale lors de son retour sur la scène internationale.
Fan Zhendong et Lin Gaoyuan s'imposent en finale face à la surprenante paire hispano-roumaine Alvaro Robles / Ovidiu Ionescu dont c'est la première apparition au World Tour, et qui s'offrent pour cette occasion rien de moins qu'une finale à l'Open de Chine, alors que classés respectivement 56 et 64es mondiaux en simples.
La première édition des doubles mixtes est remportée par les Chinois.

### ITTF World TourOpen de Japon
|           | Simples messieurs | Simples dames | Doubles hommes                | Doubles femmes          | Doubles mixtes                     |
| Vainqueur | Harimoto Tomokazu | Mima Ito      | Jeoung Young-sik / Lee Sangsu | Gu Yuting / Mu Zi       | Liang Jingkun / Chen Xingtong      |
| Finaliste | Zhang Jike        | Wang Manyu    | Zhou Kai / Liang Jingkun      | Liu Shiwen / Wang Manyu | Yoshimura Maharu / Ishikawa Kasumi |

Le Japonais Harimoto Tomokazu, star montante du monde du tennis de table, alors âgé de 14 ans, signe performance sur performance à l'Open du Japon : il bat le champion du monde en titre et champion du Grand Chelem la star Ma Long en quarts de finale, puis le numéro 1 de Corée Lee Sangsu, et enfin en finale, il défait en 7 sets le champion du Grand Chelem chinois Zhang Jike, dont il avait triomphé la semaine précédente à l'Open de Chine avec le score de 4-0. Zhang Jike montre une rapide montée en puissance depuis son retour sur la scène internationale trois semaines avant, lors de l'Open de Hong-Kong et l'Open de Chine où il est éliminé dès les seizièmes de finale.
Ito Mima complète le palmarès japonais en simples en vainquant en finale Wang Manyu contre qui elle avait perdu lors des cinq dernières rencontres.
Chen Xingtong remporte encore une fois les doubles mixtes, cette fois-ci en duo avec Liang Jingkun.

### ITTF World Tour PlatiniumOpen de Corée du Sud
|           | Simples messieurs | Simples dames | Doubles hommes               | Doubles femmes          | Doubles mixtes             |
| Vainqueur | Jang Woo-jin      | Zhu Yuling    | Jang Woo-jin / Lim Jong-hoon | Chen Meng / Ding Ning   | Jang Woo-jin / Cha Hyo Sim |
| Finaliste | Liang Jingkun     | Chen Meng     | Ho Kwan Kit / Wong Chun Ting | Zhu Yuling / Wang Manyu | Wang Chuqin / Sun Yingsha  |

### ITTF World Tour PlatiniumOpen d'Australie
|           | Simples messieurs | Simples dames | Doubles hommes                  | Doubles femmes                 | Doubles mixtes              |
| Vainqueur | Xu Xin            | Liu Shiwen    | Jung Young-sik / Lee Sang-su    | Hina Hayata / Mima Ito         | Lee Sang-su / Jeon Ji-hee   |
| Finaliste | Liu Dingshuo      | Ding Ning     | Masataka Morizono / Yuya Oshima | Hitomi Sato / Honoka Hashimoto | Lim Jong-hoon / Yang Ha-eun |

### ITTF World TourOpen de Bulgarie
|           | Simples messieurs | Simples dames | Doubles hommes                  | Doubles femmes             |
| Vainqueur | Xu Xin            | Ding Ning     | Ma Long / Xu Xin                | Kasumi Ishikawa / Mima Ito |
| Finaliste | Kenta Matsudaira  | Wang Yidi     | Masataka Morizono / Yuya Oshima | Liu Gaoyang / Zhang Rui    |

### ITTF World TourOpen de République Tchèque
|           | Simples messieurs | Simples dames   | Doubles hommes                     | Doubles femmes          |
| Vainqueur | Zheng Peifeng     | Kasumi Ishikawa | Patrick Franziska / Jonathan Groth | Liu Gaoyang / Zhang Rui |
| Finaliste | Marcos Freitas    | Wen Jia         | Mattias Falck / Kristian Karlsson  | Zeng Jian / Sun Jiayi   |

### ITTF World TourOpen de Suède
|           | Simples messieurs | Simples dames | Doubles hommes                    | Doubles femmes              |
| Vainqueur | Fan Zhendong      | Mima Ito      | Liao Cheng-ting / Lin Yun-ju      | Chen Xingtong / Sun Yingsha |
| Finaliste | Xu Xin            | Zhu Yuling    | Mattias Falck / Kristian Karlsson | Liu Gaoyang / Zhang Rui     |

### ITTF World Tour PlatiniumOpen d'Autriche
|           | Simples messieurs | Simples dames | Doubles hommes                  | Doubles femmes              | Doubles mixtes                |
| Vainqueur | Liang Jingkun     | Chen Meng     | Masataka Morizono / Yuya Oshima | Hina Hayata / Mima Ito      | Xu Xin / Liu Shiwen           |
| Finaliste | Xu Xin            | Wang Manyu    | Jung Young-sik / Lee Sang-su    | Chen Xingtong / Sun Yingsha | Chen Chien-An / Cheng I-ching |

## Grande finale
La grande finale a lieu à Incheon en Corée du Sud du 13 au 16 décembre 2018.
| Event            | Or                         | Argent                     | Bronze                        |
| ---------------- | -------------------------- | -------------------------- | ----------------------------- |
| Simple messieurs | Tomokazu Harimoto          | Lin Gaoyuan                | Hugo Calderano                |
| Simple messieurs | Tomokazu Harimoto          | Lin Gaoyuan                | Jun Mizutani                  |
| Simple dames     | Chen Meng                  | He Zhuojia                 | Ding Ning                     |
| Simple dames     | Chen Meng                  | He Zhuojia                 | Zhu Yuling                    |
| Double messieurs | Jang Woo-jin Lim Jong-hoon | Wong Chun Ting Ho Kwan Kit | Jung Young-sik Lee Sang-su    |
| Double messieurs | Jang Woo-jin Lim Jong-hoon | Wong Chun Ting Ho Kwan Kit | Masataka Morizono Yuya Oshima |
| Double dames     | Hina Hayata Mima Ito       | Chen Xingtong Sun Yingsha  | Jeon Ji-hee Yang Ha-eun       |
| Double dames     | Hina Hayata Mima Ito       | Chen Xingtong Sun Yingsha  | Chen Ke Wang Manyu            |
| Double mixte     | Wong Chun Ting Doo Hoi Kem | Jang Woo-jin Cha Hyo-sim   | Lim Jong-hoon Yang Ha-eun     |
| Double mixte     | Wong Chun Ting Doo Hoi Kem | Jang Woo-jin Cha Hyo-sim   | Masataka Morizono Mima Ito    |

Tomokazu Harimoto est devenu, à quinze ans et 172 jours,le plus jeune vainqueur de la finale du WorldTour.

## Challenge Series
Six tournois ont lieu en Europe, deux en Asie et un en Afrique.
| N° | Lieu                             | Date          | Messieurs          | Messieurs                      | Messieurs       | Dames        | Dames                                | Dames        | Dotation[réf. nécessaire] |
| N° | Lieu                             | Date          | Simple             | Double                         | U-21            | Simple       | Double                               | U-21         | Dotation[réf. nécessaire] |
| -- | -------------------------------- | ------------- | ------------------ | ------------------------------ | --------------- | ------------ | ------------------------------------ | ------------ | ------------------------- |
| 1  | Open de Pologne, Spała           | 13.3.–17.3.   | Lim Jong-hoon      | Jung Young-sik Lee Sang-su     | Marek Badowski  | Yang Ha-eun  | Jeon Ji-hee Yang Ha-eun              | Kim Ji-ho    | $ 40.000                  |
| 2  | Open d'Espagne, Guadalajara      | 28.3.–1.4.    | Kim Min-hyeok      | An Jae-hyun Cho Seung-min      | Cho Seung-min   | Saki Shibata | Honoka Hashimoto Hitomi Satō         | Saki Shibata | $ 40.000                  |
| 3  | Open de Slovénie, Otočec         | 2.4.–6.4.     | Mizuki Oikawa      | Marek Badowski Patryk Zatowka  | Bence Majoros   | Miyu Katō    | Ng Wing Nam Minnie Soo Wai Yam       | Saki Shibata | $ 40.000                  |
| 4  | Open de Croatie, Zagreb          | 10.4.–14.4.   | Panayiótis Ghiónis | Nándor Ecseki Ádám Szudi       | Anders Lind     | Saki Shibata | Honoka Hashimoto Hitomi Satō         | Saki Shibata | $ 40.000                  |
| 5  | Open de Thaïlande, Bangkok       | 16.5.–20.5.   | Xu Ruifeng         | Tobias Hippler Kilian Ort      | Yuta Tanaka     | Liu Shiwen   | Orawan Paranang Suthasini Sawettabut | Saki Shibata | $ 40.000                  |
| 6  | Open de Corée du Nord, Pyongyang | 13.6.–17.6.   | Pak Sin-hyok       | Ji Jiale Liu Yebo              | Cao Wei         | Kim Song-i   | Cha Hyo-sim Kim Nam-hae              | Guo Yuhan    | $ 40.000                  |
| 7  | Open du Nigeria, Lagos           | 8.8.–12.8.    | Quadri Aruna       | Alexandre Robinot Joé Seyfried | Wang Shaobo     | Guo Yan      | Qi Fenjie Sun Chen                   | Guo Yan      | $ 40.000                  |
| 8  | Open de Belgique, Le Coq         | 23.10.–27.10. | Park Gang-hyeon    | An Jae-hyun Cho Seung-min      | Shunsuke Togami | Saki Shibata | Satsuki Ōdō Saki Shibata             | Kim You-jin  | $ 40.000                  |
| 9  | Open de Biélorussie, Minsk       | 14.11.–18.11. | Zhao Zihao         | Kakeru Sone Yuta Tanaka        | Zhao Zihao      | Saki Shibata | Satsuki Ōdō Saki Shibata             | He Aige      | $ 40.000                  |

## Sources
- (en) « Seamaster 2018 ITTF World Tour », sur ITTF, 2017 (consulté le 27 janvier 2018)
- Site tt-wiki